# Hipparchia infracastanea
Hipparchia infracastanea är en fjärilsart som beskrevs av Ruggero Verity 1938. Hipparchia infracastanea ingår i släktet Hipparchia och familjen praktfjärilar. Inga underarter finns listade i Catalogue of Life.